# 차드호
차드호(프랑스어: Lac Tchad)는 아프리카 대륙 중앙부에 있는 호수이다. 이 호수는 나이지리아, 니제르, 차드, 카메룬에 걸쳐 있다.
2001년 8월에 호수 일부가 람사르 협약에 등록되었다.

## 지리
호수 동부에는 차드가 접하고 서쪽에는 니제르와 나이지리아가 접한다. 남부 일부에는 카메룬에 접한다.
|  |

## 축소
이 호수는 관개나 지구 온난화 등에 영향을 받고 축소되고 있다.
산업혁명 이후 지구의 기후가 급격히 변하면서 과거 1823년 유럽의 답사 팀이 탐사했을 때는 세계에서 6번째로 큰 호수였으나, 지구 온난화와 사헬 지대의 급격한 사막화, 그리고 1900년대 이후 의료 환경이 개선된 아프리카의 인구 폭등 등의 문제로 인해 2018년 현재 95%의 유량이 줄어들어 호수 자체의 존속이 위협받는 재앙적인 상황에 이르렀다.
차드호는 람사르 협약에 등록되어있을 만큼 수많은 동식물들의 터전이었다. 과거 85종의 어류와 23종의 고유어종, 44종의 조류를 비롯해 악어, 하마, 코끼리, 목도리도요, 녹슨 종달새 등의 고유종이 살고 있었다. 그러나 현재 유량이 거의 다 없어져 어종의 상당수가 멸종되었거나 멸종 위기에 몰리고 있으며, 이들을 먹고 서식했던 새들의 개체 수가 급격히 감소했다. 악어, 하마, 코끼리는 이미 이 지역에서 소멸해버린지 오래다.
또한 과거 늪지대와 갈대밭이었던 곳은 사막으로 변한 지 오래며, 호수 일대에 삶을 기대어 왔던 주민들도 생존 위기에 내몰려 있다.

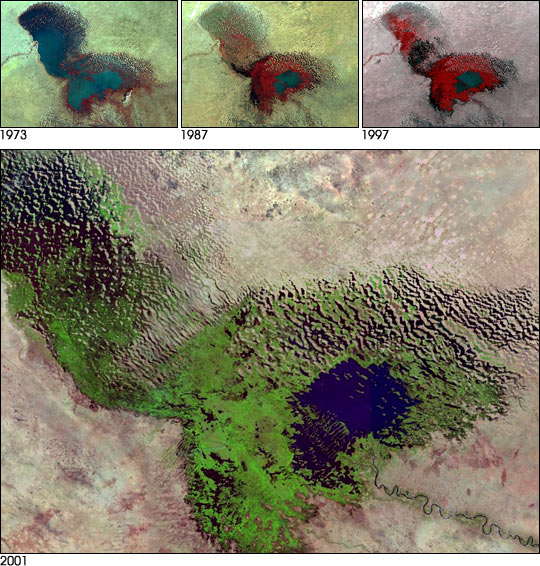
줄어드는 차드호 (위 왼쪽에서부터 1973, 1987, 1997, 2001)
1972년 컸던 차드호와 2007년의 차드호의 비교.

## 수문학
차드 분지의 면적은 약 100000km²이며 샤리강, 요베강, 로곤강(샤리강의 지류)에서 유입된다. 호수의 물 공급은 계절에 따라 다르다.

## 같이 보기
- 아랄해